# Église Saint-Georges de Popinci
Pour les articles homonymes, voir Église Saint-Georges.
L'église Saint-Georges de Popinci (en serbe cyrillique : Црква Светог Георгија у Попинцима ; en serbe latin : Crkva Svetog Georgija u Popincima) est une église orthodoxe serbe située à Popinci, dans la province de Voïvodine, dans le district de Syrmie et dans la municipalité de Pećinci en Serbie. Elle est inscrite sur la liste des monuments culturels de grande importance de la république de Serbie (identifiant no SK 1270).

## Présentation
L'église a été construite dans la seconde moitié du XVIIIe siècle dans un style baroque ; elle est constituée d'une nef allongée, prolongée par une abside demi-circulaire ; la façade occidentale est dominée par un clocher. Les façades sont rythmées horizontalement par une corniche courant au-dessous du toit et, verticalement par des pilastres aux chapiteaux moulurés. Le clocher, détruit pendant la Seconde Guerre mondiale, a été raccourci lors des travaux de reconstruction et décoré de pilastres jumeaux. L'accès à l'intérieur de l'édifice s'effectue par l'ouest et le sud.
À l'intérieur, les sculptures, de style baroque-rococo, ont été réalisées dans la seconde moitié du XVIIIe siècle et sont dues à un sculpteur sur bois inconnu. Nikolaj Petrović, un artiste peu connu, a peint les icônes de l'iconostase en 1783 ; par leur style, les spécialistes les rapprochent de l'art de Dimitrije Bačević, qui a introduit le baroque ukrainien dans la peinture serbe.